# 哈马尼·迪奥里
阿马尼·迪奧里（法語：Hamani Diori，1916年6月6日—1989年4月23日），尼日政治人物，第一任尼日尔总统。

## 生平
生于尼亚美附近的小镇苏杜雷，是扎爾馬人。毕业于达喀尔威廉·蓬蒂师范学校。1936年到1938年期间任殖民地小学教师。1946年5月12日创立尼日尔进步党，1947年该党加入非洲民主联盟，成为它的一个支部。1946~1959年任法国国民议会尼日尔议员。1960年尼日尔独立后，阿马尼·迪奧里在1960、1965和1970年连续三次当选总统，並曾經於1969年到訪臺灣會晤時任中華民國總統蔣中正。1974年4月15日他被陆军中校赛义尼·孔切领导的军事政变推翻。政变后被捕入狱，直到1980年4月才被释放。获释后又一直被软禁，直到1987年。之后移居摩洛哥，直至去世。